# تاريخ المكسيك

خريطة المكسيك (عام 1847)

يعود تاريخ المكسيك المكتوب لأكثر من ثلاثة آلاف عام. واستُوطنت لأول مرة منذ أكثر من 13000 عام، وشهد وسط وجنوب المكسيك، (المسمى بوسط أمريكا)، صعود واندثار الحضارات الأصلية المعقدة. وطورت حضارات وسط أمريكا أنظمة كتابة صورية رمزية في نصف الكرة الأرضية الغربي، مسجلة التاريخ السياسي للفتوحات والحكام. يُعرف تاريخ وسط أمريكا قبل وصول الأوروبيين بعصر ما قبل الهسبانية وعصر ما قبل الكولومبي.
أدى الغزو الإسباني للمكسيك الذي أطاح بإمبراطورية الآزتك عام 1521 بمساعدة حلفاء من السكان الأصليين، إلى إنشاء كيان سياسي عُرف باسم إسبانيا الجديدة، ويُسمى الآن عادةً «المكسيك الاستعمارية». أعقب الانتصارات الإسبانية توسع لمناطق الإمبراطورية الإسبانية. وأسس التاج الإسباني النيابة الملكية لإسبانيا الجديدة على موقع عاصمة الآزتك تينوتشتيتلان لتصبح مدينة مكسيكو. وباتت مدينة مكسيكو مركز الحكم السياسي حتى هذا اليوم. خلال الحقبة الاستعمارية، اختلطت الثقافة الأصلية للمكسيك بالثقافة الأوروبية، ما أدى إلى إنتاج ثقافة هجينة تظهر جلية في الاستخدام المحلي للغة: فالبلد يمتلك أكبر عدد من الناطقين باللغة الإسبانية في العالم، وفي نفس الوقت هو موطن لأكبر عدد من المتحدثين باللغات الأمريكية الأصلية في أمريكا الشمالية. إن إرث ثلاثة قرون من الحكم الإسباني (1521-1821) جعل المكسيك بلدًا ناطقًا بالإسبانية، ورومانيًا كاثوليكيًا، وذا ثقافة غربية إلى حد كبير. كانت المؤسسات الرئيسية الثلاث في الحقبة الاستعمارية المبكرة هي الكنيسة الرومانية الكاثوليكية والتسلسل الهرمي المدني للدولة، وكلاهما تحت سيطرة النظام الملكي الإسباني. في أواخر القرن الثامن عشر، أسس الملك جيشًا دائمًا لحماية سيادته على الأراضي ومنع الغزوات الأجنبية. وأصبح الجيش الملكي والميليشيات وسيلة الإسبان أمريكيّ المولد (الكريول) لتحقيق نوع من الارتقاء، حين أغلقت الطرق الأخرى للتقدم أمامهم بسبب تفضيل التاج الإسباني للإسبان إيبيريّ المولد (البنينسولارس) للمناصب المدنية والكنسية العالية. بسبب سياسات التاج، لم تكن لدى المكسيك أساليب للقيادة أو الحكم الذاتي. وبعد صراع طويل من أجل الاستقلال (1810-1821)، أصبحت إسبانيا الجديدة دولة المكسيك ذات السيادة، مع توقيع معاهدة كوردوبا.
عند الاستقلال في عام 1821، كان الاقتصاد المكسيكي مدمرًا، والخزينة فارغة، واختفت الوحدة المكسيكية القصيرة ضد الحكم الإسباني. بدأت فترة قصيرة من الملكية (1821-1823)، الإمبراطورية المكسيكية الأولى، وأطيح بها عام 1823. ثم تأسست جمهورية المكسيك بموجب الدستور الاتحادي لعام 1824 الذي كرس الرومانية الكاثوليكية كدين وحيد، واحتفظ بامتيازات خاصة للكنيسة والجيش، المحافظين في نظرتهما السياسية. كانت الجمهورية المبكرة فترة من الركود الاقتصادي وعدم الاستقرار السياسي والصراع بين المحافظين والليبراليين، وكان الجيش قوة رئيسية للتدخل المحافظ في السياسة. كما هو الحال مع الدول الأمريكية الإسبانية الأخرى المستقلة حديثًا، سيطر رجل عسكري قوي (يسمى كوديلو)، هو الجنرال المحافظ أنطونيو لوبيز دي سانتا آنا، على السياسة في فترة تسمى اصطلاحًا عصر سانتا آنا. وقد دافع الجيش عن سيادة البلاد عندما حاولت إسبانيا استعادة المكسيك، وضد غزو الفرنسيين لتحصيل الديون، وفي حرب المستوطنين الأنجلو أمريكيين في تكساس من أجل استقلالهم. وعام 1846، شنت الولايات المتحدة الحرب المكسيكية الأمريكية، التي انتهت بعد ذلك بعامين مع تنازل المكسيك عن نصف أراضيها تقريبًا عبر معاهدة غوادالوبي هيدالغو لصالح الولايات المتحدة. ثم أطاح الليبراليون المكسيكيون بالرئيس عام 1854، بادئين بذلك حركة لا ريفورما، وهي حركة تحرير. ودون الدستور المكسيكي لعام 1857 مبادئ الليبرالية في القانون، وخاصة الفصل بين الكنيسة والدولة، ومساواة الأفراد أمام القانون، وتجريد الكيانات الاعتبارية (الكنيسة الكاثوليكية والمجتمعات الأصلية) من وضعها الخاص. أثار هذا الإصلاح حربًا أهلية بين الليبراليين الذين دافعوا عن الدستور والمحافظين الذين عارضوه.
شهدت حرب الإصلاح هزيمة المحافظين في ساحة المعركة، لكنهم ظلوا أقوياء واغتنموا الفرصة لدعوة التدخل الأجنبي ضد الليبراليين لدعم قضيتهم. غزت فرنسا المكسيك عام 1861 بحجة جمع القروض المتعثرة لحكومة بينيتو خواريز، ولكن بدعوة من المحافظين المكسيكيين الذين يسعون لاستعادة الملكية في المكسيك، نصبوا ماكسيميليان الأول على العرش المكسيكي. لم تحاول الولايات المتحدة مواجهة الغزو الفرنسي، لكونها انخرطت في حربها الأهلية في ذلك الوقت (1861-1865). ثم سحبت فرنسا دعمها لماكسيميليان عام 1867؛ وانهار حكمه الملكي بسرعة، وأعدم بعدها. ثم أرجعت الجمهورية المستعادة (1867-1876) الليبرالي بينيتو خواريز كرئيس، لكن الليبراليين دخلوا في صراعات أيديولوجية شرسة فيما بينهم بين أنصار الدستور الراديكالي لعام 1857 والليبراليين المعتدلين. وبعد وفاة خواريز، خلفه المعتدل سيباستيان ليردو دي تيخادا، لكن أطيح به من قبل الجنرال بورفيريو دياث، بطل النصر المكسيكي على الفرنسيين. قاد دياث المكسيك إلى فترة من الاستقرار والنمو الاقتصادي. خلال فترة البورفيرياتو (1876-1911) شجع دياث النظام والتقدم، وقمع العنف، وحدث الاقتصاد، ودعا إلى تدفق الاستثمار الأجنبي، مع الحفاظ على الدستور الليبرالي لعام 1857، لكنه نكث بوعده بالتخلي عن السلطة عام 1910، ما أفضى إلى احتجاجات واسعة النطاق وأحداث عنف.
أدى اندلاع الثورة المكسيكية عام 1910 إلى فترة فوضوية من الحرب الأهلية استمرت حتى عام 1920. اتحد مالك العقارات الغني فرانسيسكو إ. ماديرو مع مجموعات معارضة لدياث، بينهم المثقفون الليبراليون، ونشطاء العمال الصناعيين، والفلاحون الباحثون عن الأرض. ثم نُفي دياث في مايو عام 1911. وانتخب ماديرو ديمقراطيًا في وقت لاحق من ذلك العام، ولكنه أسقط في فبراير 1913 من قبل الرجعيين، مع استيلاء الجنرال فيكتوريانو ويرتا على السلطة. بعدها اتحدت القوات المناهضة لويرتا في الشمال تحت قيادة فينوستيانو كارانسا، وهو سياسي محلي ومالك أراضٍ وزعيم الفصيل الدستوري. في موريلوس، عارض الفلاحون ويرتا بشكل مستقل بقيادة إيمليانو زاباتا. لم يكن النزاع موحدًا سياسيًا أو عسكريًا، ولم يشمل العنف جميع أنحاء البلاد. في الشمال، بدأ الصراع مع الجيوش المنظمة تحت قيادة الجنرالات الدستوريين مثل بانشو فيا وألفارو أوبريغون. وفي وسط البلاد، تحديدًا في ولاية موريلوس، تابع الفلاحون حرب العصابات. فاز الفصيل الدستوري بالحرب الأهلية، وانتخب كارانسا رئيسًا عام 1917. قتلت تلك الحرب عُشر سكان البلاد ودفعت العديد من المكسيكيين لعبور الحدود الشمالية باتجاه الولايات المتحدة. تأسس إطار قانوني جديد في دستور عام 1917، وعاكس المبدأ الذي أسسه دياث، والذي أعطى حقوق الملكية المطلقة للأفراد. قضى كل من الجنرالات الثوريين الشماليين ألفارو أوبريغون وبلوتاركو إلياس كاليس فترة رئاسية مدتها أربع سنوات بعد انتهاء الصراع العسكري عام 1920. أدى اغتيال الرئيس المنتخب أوبريغون عام 1928 إلى أزمة خلافة رئاسية، وقد حلت عن طريق تأسيس كاليس لحزب سياسي عام 1929، الذي يُسمى الآن الحزب الثوري المؤسساتي، والذي احتفظ بالسلطة الرئاسية باستمرار حتى عام 2000.
تميزت حقبة ما بعد الثورة بشكل عام بالسلام السياسي، فلم تكن النزاعات تحل بالعنف. وتميزت هذه الفترة أيضًا بتغييرات في السياسة وتعديلات على الدستور المكسيكي لعام 1917 للسماح بالسياسات الاقتصادية النيوليبرالية. بعد تشكيل الحزب الثوري المؤسساتي Partido Revolucionario Institucional (PRI) عام 1929، وقد سيطر هذا الحزب على معظم السياسات الوطنية وسياسات الدولة بعد عام 1929، وأمم صناعة النفط في ثلاثينيات القرن العشرين. خلال الحرب العالمية الثانية، كانت المكسيك حليفة قوية للولايات المتحدة، واستفادت بشكل كبير من خلال إمداد المعادن لبناء مواد الحرب وكذلك عمال المزارع الأجانب، الذين مكنوا الرجال الأمريكيين من القتال في الخارج. خرجت المكسيك من الحرب العالمية الثانية بثروة واستقرار سياسي، وسمح ذلك بفترة كبيرة من النمو الاقتصادي، غالبًا ما تسمى بالمعجزة المكسيكية. ونُظمت هذه الفترة حول مبادئ التصنيع لاستبدال الواردات، مع إنشاء العديد من الشركات الصناعية المملوكة للدولة. تزايد عدد السكان بسرعة وأصبحوا أكثر تحضرًا، بينما انتقل العديد من المكسيكيين إلى الولايات المتحدة بحثًا عن فرص اقتصادية أفضل.
بدأ عهد جديد في المكسيك بعد الانتخابات الرئاسية عام 1988. فاز الحزب الثوري المؤسساتي بصعوبة في الانتخابات المزورة بشكل واضح. وبدأ الرئيس كارلوس ساليناس دي غورتاري بتنفيذ إصلاحات نيوليبرالية شاملة، والتي تطلبت تعديل الدستور، وخاصة الحد من سلطة الدولة المكسيكية لتنظيم الشركات التجارية الأجنبية، ولكن أيضًا رفع القمع عن الكنيسة الرومانية الكاثوليكية في المكسيك. ودُمج اقتصاد المكسيك بشكل أكبر مع اقتصاد الولايات المتحدة وكندا بعد عام 1994، عندما بدأت اتفاقية التجارة الحرة لأمريكا الشمالية (نافتا) بتقليل العوائق التجارية. وانتهت فترة سبعة عقود من حكم الحزب الثوري المؤسساتي عام 2000 بانتخاب فيسينتي فوكس من حزب العمل الوطني المحافظ Partido Acción Nacional (PAN). وشن خليفته المحافظ فيليبي كالديرون، وهو أيضًا من حزب العمل الوطني، حربًا ضد مافيا المخدرات في المكسيك التي ما تزال مستمرة، ما أسفر عن مقتل عشرات الآلاف. في مواجهة حروب المخدرات، عاد الحزب الثوري المؤسساتي إلى السلطة عام 2012، تحت قيادة إنريكه بينيا نييتو، الذي تعهد بأن الحزب قد أصلح نفسه. ومع ذلك، استمر العنف والفساد، وأدى عدم اليقين بشأن مصير اتفاقية التجارة الحرة لأميركا الشمالية إلى تعقيد الوضع. وفي يوليو عام 2018، فاز أندريس مانويل لوبيس أوبرادور، مرشح حزب مورينا المشكل حديثًا، بالرئاسة بأغلبية ساحقة.

## الحضارات الرئيسة
تنافست عدة دول مدنٍ وممالك وإمبراطوريات في العصر ما قبل الكولومبي على السلطة والنفوذ. بمقدورنا القول إن المكسيك القديمة أنتجت 5 حضارات رئيسة: الأولمك والمايا وتيوتيهواكان وتولتك والآزتك. بسطت تلك الحضارات وصولها السياسي والثقافي، ليشمل كامل المكسيك والأراضي خارجها (باستثناء حضارة المايا المجزأة سياسيًا) خلافًا للمجتمعات المكسيكية الأصلية الأخرى.
وحّدت تلك الحضارات سلطتها وفرضت هيمنتها على شؤون التجارة والفنون والسياسة والتقنية والدين. أبرمت قوى إقليمية أخرى تحالفات اقتصادية وسياسية مع تلك الحضارات على مدار 3000 عام، وشنّت قوى أخرى حروبًا عليها، لكن جميع القوى خضعت لمجالات تأثير الحضارات الرئيسة.

### الأولمك (1500-400 قبل الميلاد)
ظهر الأولمك في البداية على ساحل الأطلسي (في ما يُعرف اليوم بولاية تاباسكو) في الفترة الواقعة بين عامي 1500 و900 قبل الميلاد. كان الأولمك أول حضارة في أمريكا الوسطى تنتج أسلوبها الفني والثقافي المتفرّد والمُعرّف، وربما يكون الأولمك أول مَنْ اخترع الكتابة في أمريكا الوسطى. بحلول الفترة (900-300 قبل الميلاد)، تبنت الشعوب الأخرى التي تستوطن وادي المكسيك وكوستاريكا أساليب الأولمك الفنية.

### المايا
تعود الصفات الثقافية لحضارة المايا، كبروز الملك أو الأخاو على سبيل المثال، إلى العام 300 قبل الميلاد والفترة التي تلته. انتشرت ممالك المايا في المنطقة الممتدة من سواحل المحيط الهادئ في جنوب المكسيك وغواتيمالا إلى شبه جزيرة يوكاتان شمالًا، في الفترة الزمنية التي سبقت الفترة الكلاسيكية. تميّز مجتمع المايا بالمساواة في القرون التي سبقت الفترة الملكية، ما مهّد الطريق تدريجيًا أمام سيطرة النخبة الثرية على المجتمع، عبر بناء المعابد والمجمعات الطقوسية.
يعد أول تاريخ معروف من تقويم العد الطويل، أي العام 199 ميلادي، بداية الفترة الكلاسيكية، وهي الفترة التي بلغ فيها تعداد السكان في ممالك المايا ملايين الأشخاص. كان عدد سكان مملكة تيكال، أكبر ممالك المايا، نحو 500 ألف شخص، لكن متوسط عدد السكان في باقي الممالك كان أقل بكثير -أقل من 50 ألف نسمة. تحدث المايا عائلة متنوعة من اللغات التي تُعرف بلغات المايا.

### تيوتيهواكان
يعد تيوتيهواكان موقعًا أثريًا ضخمًا في حوض المكسيك، يتألف من إحدى أضخم الهياكل الهرمية التي بُنيت في الأمريكيتين إبان العصر ما قبل الكولومبي. علاوة على الهياكل الهرمية، اشتُهرت تيوتيهواكان بالمجمعات السكنية الضخمة، منها جادة الموتى، والعديد من اللوحات الجدارية الملونة المحفوظة جيدًا. أنتجت تيوتيهواكان أسلوبًا معينًا من الخزفيات، وهو الخزفيات البرتقالية الرقيقة، والتي انتشرت في كامل أمريكا الوسطى.
يُفترض أن المدينة تأسست نحو العام 100 قبل الميلاد، واستمر بناؤها حتى نحو العام 250 ميلادي. على الأرجح أن وجود المدينة استمر حتى فترة بين القرنين السابع والثامن ميلادي. بلغت المدينة أوجها في النصف الأول من الألفية الأولى بعد الميلاد على الأرجح، وكانت أكبر مدينة في الأمريكيتين إبان فترة العصر ما قبل الكولومبي. بلغ عدد سكان المدينة أكثر من 200 ألف نسمة في تلك الفترة، فكانت إحدى أكبر مدن العالم حينها. كانت تيوتيهواكان موطن المجمعات السكنية متعددة الطوابق، والتي بُنيت خصيصًا لاحتواء هذا العدد الكبير من السكان.
يُشار إلى الحضارة ومجمعها الثقافي المرتبط بالموقع بأسماء أخرى أحيانًا: تيوتيهواكان أو تيوتيهواكانو. كانت تيوتيهواكان مركز دولة الإمبراطورية، مع أن هذه الحقيقة كانت محل جدل، لكن تأثيرها على كامل أمريكا الوسطى موثق بشدة: بمقدورنا ملاحظة تأثير وجود تيوتيهواكان في عدد من المواقع ضمن ولاية فيراكروز ومنطقة المايا. على الأرجح أن الآزتك تأثروا بهذه المدينة أيضًا. تُعد إثنية سكان تيوتيهواكان محل جدل أيضًا، ومن المرجح أن المجموعات الإثنية التي استوطنت المدينة هي شعب الناوا والأوتومي والتوتوناك. اقترح المؤرخون أيضًا أن تيوتيهواكان كانت دولة متعددة الإثنيات.

### تولتيك
تولتيك هي ثقافة تاريخية في وسط أمريكا هيمنت على دولة تمركزت في موقع تولا إبان الفترة ما بعد الكلاسيكية المبكرة من المخطط الزمني لتاريخ أمريكا الوسطى (نحو 800-1000 قبل الميلاد). كانت تولتيك، بنظر ثقافة الآزتك اللاحقة، سلفًا ثقافيًا وحضاريًا، وعدّوا ثقافة تولتيك النابعة من تولان (أو تولا بلغة النواتل) مثالًا عن الحضارة: يؤكد ذلك معنى كلمة «تولتيك» بلغة النواتل، والتي اتخذت معنى «حرفي».
تصف تقاليد الكتابة الصورية والرواية الشفهية للآزتك تاريخ إمبراطورية تولتيك، عبر وضع قوائم بأسماء الحكام وإنجازاتهم ومآثرهم. هناك جدل بين المؤرخين الحديثين حول النصوص التي تركها الآزتك عن تاريخ تولتيك، ومدى مصداقية تلك النصوص التي تصف الأحداث التاريخية بصفتها أحداثًا حقيقية أم لا. يعترف كافة المؤرخين بوجود جزء كبير من الأساطير في تلك النصوص، لكن بعضهم يرى إمكانية استخراج شيءٍ من الحقائق التاريخية من تلك المصادر عبر استخدام طريقة المقارنة الحرجة. يدعي آخرون أن التحليل المستمر للنصوص بصفتها مصادرًا للتاريخ الحقيقي أسلوب عديم الجدوى، ويعيق الوصول إلى المعرفة الحقيقية لثقافة تولا.
هناك أمور أخرى مثيرة للجدل حول ثقافة تولتيك، منها إمكانية معرفة الأسباب التي تقف وراء التشابهات المرئية في أسلوب العمارة والأيقونات في موقع تولا الأثري، وموقع تشيتشن إيتزا التابع لثقافة المايا -لم يظهر أي توافق في الآراء بعد حول درجة التأثير التي امتلكها أحد الموقعين على الآخر، ولا اتجاه هذا التأثير.

### إمبراطورية الآزتك (1325-1521 ميلادي)
بدأ شعب الناوا دخول المكسيك الوسطى في القرن السادس، وأسسوا مركزًا لهم في مدينة أزكابوتزالكوا، عاصمة إمبراطورية تيبانيك، بحلول القرن الـ12 ميلادي.
وصل شعب مشيخكا إلى وادي المكسيك في عام 1248 ميلادي. هاجر هؤلاء من الصحاري الواقعة شمال ريو غراندي، على مرّ فترة يُعتقد أنها امتدت 100 عام. اعتقد هؤلاء أنهم ورثة الحضارات المرموقة التي سبقتهم. عوّض الآزتك عن فقدان السلطة السياسية في البداية بالطموح والمهارة العسكرية، وأسسوا أكبر مدينة في العالم بحلول عام 1325، وهي مدينة تينوتشتيتلان.
ارتكزت ديانة الآزتك على الإيمان بالحاجة المستمرة إلى التضحية بالدماء البشرية للحصول على امتنان وإحسان الآلهة، فضحّى الآزتك بآلاف البشر لتلبية هذه الحاجة. يُعتقد أن هذه الممارسة كانت شائعة لدى الشعوب الناطقة بلغات النواتل. لجأ الآزتك إلى نوع مختلف من الحروب العسكرية الطقوسية في أوقات السلام، بهدف الحصول على الأسرى، ودُعيت تلك الحرب الطقوسية باسم حرب الوردة. جُرّ شعب تلاشكالتيكا، بالإضافة إلى شعوب أخرى من النواتل، إلى خوض تلك الحروب.
في عام 1428، قاد الآزتك حربًا ضد حكامهم من مدينة أزكابوتزالكو، وهي المدينة التي أخضعت معظم شعوب وادي المكسيك. نجح التمرد، وأصبح الآزتك حكام المكسيك الوسطى وقادة التحالف الثلاثي. تألف التحالف الثلاثي من 3 دول مدن، وهي تينوتشتيتلان وتيتسكوكو وتلاكوبان.
في أوج الإمبراطورية، تزعّم 350 ألف شخص من الآزتك ثروة إمبراطورية مؤلفة من 10 ملايين نسمة، ما يعادل نحو نصف سكان المكسيك المقدر عددهم بـ24 مليون نسمة. امتدت إمبراطورية الآزتك من المحيط إلى المحيط، وتوسعت نحو أمريكا الوسطى. توقف التوسع الغربي للإمبراطورية جراء هزيمة عسكرية ساحقة على يد شعب البوربيشا (امتلك هؤلاء أسلحة مصنوعة من النحاس). اعتمدت إمبراطورية الآزتك على نظام ضريبي (على السلع والخدمات)، وجُمعت الضرائب باستخدام مزيج شديد البيروقراطية، يتألف من جامعي الضرائب والمحاكم والموظفين المدنيين والمسؤولين المحليين الذي عُيّنوا في تلك الوظائف بسبب ولائهم للتحالف الثلاثي.

## الاستقلال والتأسيس
حرب الاستقلال بدأت في 1810، بزعامة ميجيل هيدالجو، وهو كاهن من أصول إسبانية له أفكار تقدمية. دامت الحرب 11 سنة حتى دخلت قوات الجيش التحريري المكسيك في 1821 (إسبانيا طردت أخيرا من الأرض المكسيكية بعد بضع سنوات). بالرغم من أن الاستقلال أعلن أولا في 16 سبتمبر 1810، لم تتأسس الجمهورية إلا في 1824. الشكل الأول للحكومة كان ملكياً، مع إعلان أجستين دي إتوربيد، جنرال إسباني سابق، نفسه إمبراطوراً لها. في 1824 أصبح غوادالوبي فيكتوريا أول رئيس للبلاد الجديدة. غوادالوبي فيكتوريا لم يكن اسمه الحقيقي، بل كان اسم اختير خصوصا: «جوادالوب» لشكر حماية "عذراء غوادالوبي"، و«فيكتوريا» تعني النصر.
العديد من الرؤساء جاؤوا وذهبوا، فجلبوا ولمدة طويلة فترة من عدم الاستقرار دامت طوال القرن التاسع والعشرين. أثناء هذه الفترة، فقدت العديد من الأراضي في الشمال إلى الولايات المتحدة الأمريكية. تم فقدانهم إما عن طريق البيع بسعر رخيص بعد الإجبار، أو كنتيجة للخسارة في المعارك ضد الولايات المتحدة الأمريكية. من أشهر المعارك البارزة تلك التي غزت فيها الولايات المتحدة الأمريكية المكسيك في 1847.
انقسم الشعب المكسيكي بحدة في تحديد نوعية الحكومة التي يريدونها، فالبعض فضل الحكومة الملكية (المحافظون)، بينما فضل الآخرون الجمهورية (التحرريون). حاول المحافظون فرض الحكم الملكي عندما ساعدوا على جلب أرشيدوقاً من البيت الملكي للنمسا إلى المكسيك، والذي يعرف بماكسيميليان إمبراطور المكسيك (زوج كارلوتا من المكسيك) بدعم عسكري من فرنسا، وقد اهتم باستغلال المناجم الغنية في المنطقة الشمالية الغربية للبلاد. بالرغم من أن الفرنسيين الذين اعتبروا أحد أكثر الجيوش كفاءة في العالم، عانوا من هزيمة أولية في حرب سينكو دي مايو في 5 مايو 1862 بمنطقة بويبلا، إلا أنهم هزموا القوات الحكومية المكسيكية في النهاية بقيادة الجنرال إغناسيو ساراغوسا وتوجوا ماكسيمليان كإمبراطور للمكسيك. لسوء حظ المحافظين، فضل ماكسيمليان من هابسبيرغ تأسيس جمهورية وشكل تحرري للحكومة. أسر ماكسيمليان في النهاية وأعدم في سيرو دي لاس كامباناس كويريتارو على أيدي القوات الموالية للرئيس بينيتو خواريز، الذي أبقى على عمل الحكومة الاتحادية أثناء التدخل الفرنسي الذي وضع ماكسيمليان في الحكم. في 1857، أعيدت الجمهورية وكتب دستوراً جديداً لها، بالإضافة إلى تحريم اشتراك الكهنة في السياسة (الفصل بين الكنيسة والدولة).
بعد النصر، كان هناك استياء ضد الرئيس خواريز الذي بدأ بتركيز قوة زائدة وطلب تجديد انتخابه، لذا ثار أحد جنرالات الجيش، المعروف باسم بورفيريو دياز، ضد الحكومة بإعلان خطة دي تاكستيبيك (1876).
أصبح بورفيريو دياز الرئيس الجديد. خلال أكثر من 30 سنة (1876 - 1911)، تحسنت البنية التحتية للبلاد كثيراً بفضل استثمارات الدول الأخرى. هذه الفترة من الازدهار والسلام النسبي عرفت بـ «بورفيرياتو». رغم ذلك لم لكن الناس سعداء بالحكومة أثناء بورفيرياتو، فقد كانت تجذب المستثمرين لأن أجر العمال كان منخفضاً جداً، مما شكل انقساماً اجتماعياً كبيراً: فقط مجموعة صغيرة من المستثمرين (وطنية ودولية) كانت تزداد ثراء. أوقفت الديمقراطية بالكامل، وتم معاملة المعارضة بقمعية تارة وبطرق وحشية تارة أخرى.
كل هذا شجع فرانسيسكو ماديرو على إعداد وثيقة عرفت بخطة دي سان لويس، وفيها دعا الشعب المكسيكي لأخذ أسلحتهم ومحاربة حكومة بورفيريو دياز في 20 نوفمبر 1910. هذا الأمر أشعل ما يعرف بالثورة المكسيكية. سجن مادرو في سان أنطونيو بولاية تكساس الأمريكية، لكن خطته كانت سارية المفعول برغم كونه في السجن. تلقى الجيش الاتحادي الهزيمة بواسطة القوات الثورية التي قادها إيمليانو زاباتا في الجنوب، وبانشو فيلا وباسكوال أوروزكو في الشمال، وفينوستيانو كارانزا، فأجبر ذلك بورفيريو دياز على الاستقالة لأجل «سلام الأمة» ولينفي نفسه في فرنسا حيث مات (1914).
كان لزعماء الثورة العديد من الأهداف المختلفة، وكنتيجة لذلك كان من الصعب جدا التوصل إلى اتفاقيات حول كيفية تنظيم الحكومة التي انبثقت من المجموعات الثورية المنتصرة. سبب كل ذلك كفاحاً من أجل السيطرة على حكومة المكسيك في نزاع دام أكثر من 20 سنة. أعلن فينوستيانو كارانزا، وهو جنرال ثوري سابق أصبح واحدا من عدة رؤساء أثناء هذه الفترة العاصفة، دستوراً جديداً في 5 فبراير 1917. هذا هو الدستور الذي لا تزال المكسيك تتبعه.
في العشرينات والثلاثينات كانت هنالك حرب أهلية أخرى عرفت باسم «لا جويرا كريسترا» والتي كانت بسبب بعض القضايا الدينية. الحكومة التي تشكلت من قبل المحاربين كبار السن من الثورة، أسست حزباً عرف باسم PRN، الذي أصبح PRI لاحقا (اختصاراً لعبارة Partido Revolucionario Institucional) حكم البلاد لبقية القرن العشرين.
بعد العديد من الصراعات على السلطة، توصل الرئيس لازارو كارديناس إلى السلطة في 1934 وحول المكسيك من أساساتها بنفي الجنرال الأخير صاحب الطموحات الدكتاتورية، واستطاع توحيد القوات المختلفة التي قاتلت ونتجت من الثورة تحت مظلة الحزب الثوري التأسيسي (PRI)، ووضع القواعد (المكتوبة وغير المكتوبة) التي تسمح لهذا الحزب الحكم بدون تحدٍ لعقود قادمة بدون قتال داخلي يمكن أن يعرض للخطر الأمني، كما أمم صناعة النفط في 1938 والصناعة الكهربائية، وأنشأ المعهد المتعدد التقنيات الوطني، ومنح اللجوء إلى المغتربين الإسبان الهاربين من الحرب الأهلية الإسبانية، وبدأ بالإصلاح الزراعي، كما بدأ بتوزيع الكتب الدراسية المجانية على الأطفال.
بالرغم من أن أنظمة PRI قد حققت نمواً اقتصادياً وازدهاراً نسبياً أثناء ثلاثة عقود تقريبا بعد الحرب العالمية الثانية، إلا أم إدارة الاقتصاد انهارت عدة مرات. في السبعينات، أثرت الأزمات الاقتصادية على البلاد في 1976 وكذلك في 1982. في كلتي المناسبتين، انخفضت قيمة البيزو المكسيكي، ومنذ ذلك الوقت كان من الطبيعي توقع حدوث انخفاض كبير وفترة كساد بعد انتهاء كل فترة رئاسية (أي كل 6 سنوات). الأزمة التي تبعت انخفاض البيزو في نهاية عام 1994 أدت إلى اضطراب اقتصادي في المكسيك، فسببت أسوأ فترة كساد في نصف القرن الأخير.
بعد انتخابات عام 1988، والتي كانت مملوءة بالنازاعات، تأسس المعهد الاتحادي الانتخابي في بداية التسعينيات، هو مدار من قبل المواطنين العاديين، ويشرف على تلك الانتخابات قانونيا وبإنصاف. كنتيجة لذلك، ربح المرشح الرئاسي لحزب العمل الوطني فايسينت فوكس كويزادا الانتخابات الاتحادي في 2 يوليو 2000.
تتضمن المخاوف الاقتصادية والاجتماعية المستمرة في المكسيك قضايا الأجور المنخفضة، ونقص التوظيف لجزء كبير من السكان، وتوزيع الدخل غير العادل.

## تاريخ المكسيك قبل وصول الأوروبيين
نشأت حضارات كبيرة ومتشابكة في المناطق الوسطى والجنوبية من المكسيك (وامتدت المنطقة الجنوبية لتشمل ما يُعرف اليوم بأمريكا الوسطى)، وهي المناطق التي تقع اليوم في وسط أمريكا. اتسمت الحضارات التي ازدهرت واضمحلت إبان فترة تزيد عن الألفية بالخصائص التالية:
1. مستوطنات حضرية بارزة
2. معالم معمارية ضخمة كالمعابد والقصور، ومعالم معمارية أخرى كساحات لعبة الكرة المعروفة باسم أولاماليزتلي.
3. انقسام المجتمع إلى طبقات دينية وسياسية ونخب سياسية (كالمحاربين والتجار مثلًا)، وطبقة عامة الشعب التي امتهنت الزراعة بصفتها سبيلًا للعيش.
4. دفع الإتاوات وتقديم خدمات العمل من عامة الشعب لصالح النخبة
5. دُعم الاعتماد على الزراعة في أغلب الأحيان بصيد الحيوانات البرية والأسماك، تزامنًا مع غياب الاقتصاد الرعوي تمامًا، والسبب هو انعدام حيوانات الماشية الداجنة، والتي لم توجد قبل وصول الأوروبيين.
6. شبكات التجارة والأسواق

برزت تلك الحضارات في منطقة تعوز الأنهار الكبرى القابلة للملاحة والدواب، في حين أعاقت التربة القاسية حركة الأشخاص والبضائع. أسست الحضارات الأصلية تقويمها الشمسي والشعائري المعقد، وتطوّر لديها إدراك بارز في علوم الفلك وأشكال التواصل المكتوبة بالرموز المحززة (الحَز).
عُرف تاريخ المكسيك قبل الغزو الإسباني عبر أعمال علماء الآثار والنقائش والتاريخ الإثني (علماء التاريخ الإثني هم العلماء الذين يدرسون تاريخ الشعوب الأصلية، من وجهة نظر تلك الشعوب في الغالب). حلل هؤلاء العلماء مخطوطات الشعوب الأصلية في وسط أمريكا، كالرسوم الرمزية (السِفر) لحضارات الأزتيك والمايا وشعب المكستك خصوصًا.
تؤلّف الشهادات التاريخية التي كتبها الإسبان إبان زمن الغزو (الكونكيستدور)، والشهادات الأخرى التي خلّفها المؤرخون الأصليون عقب فترة الغزو، المصدر الرئيسي للمعلومات المتعلقة بالمكسيك إبان الغزو الإسباني.
نجت بضع مخطوطات صورية (أو سِفر) لحضارات المايا والمكستك والمشيخكا من الفترة ما بعد الكلاسيكية. على أي حال، جرى تطوّر ملحوظ اليوم، خصوصًا في مجال علم الآثار والنقائش المتعلقة بحضارة المايا.

### البدايات
اعتُقد سابقًا أن البشر تواجدوا في وسط أمريكا قبل 40 ألف سنة، ويرتكز هذا التقدير على آثار أقدام عتيقة اكتُشفت في وادي المكسيك، لكن أبحاثًا لاحقة، باستخدام التأريخ بالكربون المشع، أظهرت أن هذا التاريخ غير دقيق. لا يتضح اليوم إذا كانت بقايا نيران مخيّم عمرها 23 ألف سنة، عُثر عليها في وادي المكسيك، هي أولى البقايا البشرية التي اكتُشفت المكسيك حتى هذه اللحظة أم لا.
واجه البشر الأوائل الذين استوطنوا المكسيك مناخًا أكثر اعتدالًا من المناخ الحالي. احتوى وادي المكسيك، على نحو خاص، عدة بحيرات قديمة مجففة (تُعرف جماعيًا باسم بحيرة تيكسكوكو) محاطة بغابة كثيفة. عُثر على حيوان الأيل في هذه المنطقة، لكن معظم الحيوانات كانت حيوانات برية صغيرة، علاوة على الأسماك وحيوانات أخرى استوطنت البحيرات. حفّزت هذه الظروف مزاولة مهنة الصيد والجمع بصورة بدائية.
بدأ السكان الأصليون في غرب المكسيك الاستنبات الانتقائي لنبات الذرة الصفراء من الحشائش البدائية (عِرناس الرَّبّ على سبيل المثال) قبل فترة تتراوح بين 5 آلاف إلى 10 آلاف عام.
تنوّع النظام الغذائي في المنطقتين الوسطى والجنوبية من المكسيك، وتألف من الذرة الصفراء والقرع، كاليقطين والقرع الجوزي، والبقوليات الشائعة (الفاصولياء الحمراء والفاصولياء المرقطة والفاصولياء البيضاء وأنواع الفاصولياء الأخرى المستهلكة حاليًا) والطماطم والفلفل والبفرة (الكاسافا) والأناناس والشوكولاتة والتبغ. ألّفت الذرة والقرع والفاصولياء، والتي تُدعى بالشقيقات الثلاث، المكونات الرئيسية للنظام الغذائي.

### الدين
وُجد مفهوم الآلهة والدين لدى سكان وسط أمريكا، لكنه مختلفٌ بشدة عن مفهوم الديانات الإبراهيمية. آمن سكان أمريكا الوسطى بأن كلّ شيء يجسّد ظهورًا لعالَم ما وراء الطبيعة، من عناصر الكون إلى الأرض والشمس والقمر والنجوم التي يقطنها الإنسان، وصولًا إلى الأشياء التي تؤلف جزءًا من الطبيعة، كالحيوانات والنباتات والمياه والجبال. صُوّرت الآلهة والإلهات في النقوش الحجرية والزخارف الفخارية والرسومات الجدارية، وفي العديد من المخطوطات الصورية الموجودة ضمن سِفر حضارات المايا والأزتيك والمكستك.
كان مجمع الآلهة الروحي شاسعًا ومتشابكًا. على الرغم من ذلك، كانت معظم الآلهة المصوّرة شائعة لدى مختلف الحضارات، وبقيت عبادتها مستمرة لفترات طويلة من الزمن. اتخذت الآلهة سمات مختلفة، وأسماءً متنوعة ضمن مناطق مختلفة، لكن تلك الآلهة تجاوزت فعليًا الثقافات والزمن. أشارت الأقنعة الضخمة ذات الفكوك المتدلية والملامح الوحشية، والمنقوشة على الحجارة أو الجص، إلى مدخل المعابد، ورمزت إلى المغارة أو الكهف على جوانب الجبال، والتي تتيح الوصول إلى أعماق الأرض الأم والطرق الغامضة التي تؤدي إلى العالم السفلي.
تخلّلت ديانة وسط أمريكا عبادات دينية ارتبطت بحيوان اليغور وحجر اليشم خصوصًا. اعتُبر اليشم، بسبب لونه الأخضر الشفاف، والماء رمزي الحياة والخصوبة. أما الفهد، فارتبط بالمحاربين والروح التي ترشد كهنة الشامان، بسبب لياقته وقوته وسرعته. تشارك سكان وسط أمريكا القدماء هذه الجوانب الرئيسية من مجمع الآلهة الديني، على الرغم من الاختلافات الجغرافية والتأريخية.
لهذا السبب، كان مدى قبول آلهة جديدة -تُضاف إلى الآلهة الموجودة أساسًا- إحدى السمات المكوّنة لنجاح هذه العملية إبان تنصير وسط أمريكا. لم تحلّ الآلهة الجديدة محلّ الآلهة القديمة فوريًا، بل انضمت بداية إلى عائلة الآلهة دائمة النمو، أو دُمجت مع الآلهة القديمة التي لوحظ أنها تحمل ذات السمات أو المسؤوليات. سار تنصير أوروبا على النمط ذاته من تحويل الآلهة القديمة واستحواذ الجديدة عليها.
لا يُعرف الكثير عن ديانة الأزتيك جراء مساعي الرهبان المستجدين لتنصير الشعوب الأصلية. سجّلت كتابات رهبان الفرنسيسكانية، من أمثال توريبيو دي بينافينتي موتولينيا وبرناردينو دي سايغون ودييغو دوران، معلومات هائلة عن ديانة شعب الناوا، انطلاقًا من اعتقادهم القائم على أن فهم الممارسات الدينية القديمة ضروري لنجاح عملية تنصير الشعوب الأصلية.

### الكتابة
كانت أمريكا الوسطى المكانَ الوحيد في الأمريكيتين حيث اختُرعت أنظمة الكتابة واستُخدمت قبل الاستعمار الأوروبي. تراوحت أنظمة الكتابة في أمريكا الوسطى بين الكتابة الصورية المعتدلة إلى أنظمة الرسوم الرمزية المعقدة التي صوّرت الكلام المسجل والأدب، لكن جميع الأنظمة اشتركت في بعض السمات الجوهرية التي جعلتها متباينة بصريًا ووظيفيًا عن أنظمة الكتابة في باقي أنحاء العالم.
تعرّض عدد كبير من مخطوطات الشعوب الأصلية إلى الضياع أو التدمير، لكن النصوص المعروفة بالسفر الأزتيكي وسفر المايا وسفر المكستك نجت، وتلقى اهتمامًا شديدًا من طرف باحثي الفترة ما قبل الإسبانية.
وُجدت ممارسة الكتابة في الفترة ما قبل الإسبانية، فأصبح نمط الأبجدية راسخًا عندما أراد الرهبان الإسبان تعليم سكان المكسيك الأصليين الكتابة باللغة الأصلية، كمجموعة لغات نواتل على وجه الخصوص. استُخدمت الكتابة في الوثائق الرسمية للقضايا القانونية والصكوك القانونية الأخرى. استمرّ الاستخدام الرسمي للغة الأصلية في التوثيق حتى استقلال المكسيك عام 1821. بدءًا من أواخر القرن العشرين، نقّب الباحثون في تلك الوثائق المكتوبة باللغة الأصلية للحصول على معلومات حول الاقتصاد والثقافة واللغة في عصر الاستعمار. يُطلق مصطلح فقه اللغة الجديد على فرعٍ معيّن من دراسة التاريخ الإثني لأمريكا الوسطى إبان عصر الاستعمار.